# Station Langho
Langho is een spoorwegstation van National Rail in Langho, Ribble Valley in Engeland. Het station is eigendom van Network Rail en wordt beheerd door Northern Rail. Het station is geopend in 1994.